# 巴黎大眾運輸公司
巴黎大眾運輸公司（法語：Régie Autonome des Transports Parisiens，簡稱 RATP）是一間公共企業，承法蘭西島運輸聯合會指派，負責市區及近郊大眾運輸工具之營運，包括：巴黎地鐵、公共汽車、巴黎路面電車及大區快鐵的 A、B 兩線。
RATP 成立於 1949年，取代巴黎都會鐵路公司（Compagnie du chemin de fer métropolitain de Paris，簡稱 CMP）的位置，負責經營先前由私人企業掌管的巴黎地上及地下大眾運輸工具。其屬性為工商業性質之公共機構（EPIC）。

## 路網
RATP 經營的路網包括了：
- 巴黎地鐵：已有 16 條路線，包括 297 個車站，長度達 211 公里，其中有 168 公里處於巴黎市區。
- 区域快铁RER：A 線（西邊  與 Poissy 的支線除外）、B 線（巴黎北站以北的路段除外）以及 D 線在巴黎北站與巴黎里昂車站之間的路段，長約 115 公里。
- 路面電車：迄今已有有4條路線，其中3条为RATP经营。
- 公共汽車：路線長度達 3403 公里，遍及全區，其中有 569 公里處於巴黎市區。
- 蒙马特缆车 ，長約 100 公尺。
- 马恩河谷公交专线（Trans-Val-de-Marne，TVM），一種專用道公車。

## 運量
2002年的運量（以百萬人次計算）
- 總量：2663.3，其中：
  - 地鐵：1283.3 (48 %),
  - 公共汽車：915.9 (34 %),
  - 大區快鐵：410.0 (15 %),
  - 路面電車：52.2 (2 %)

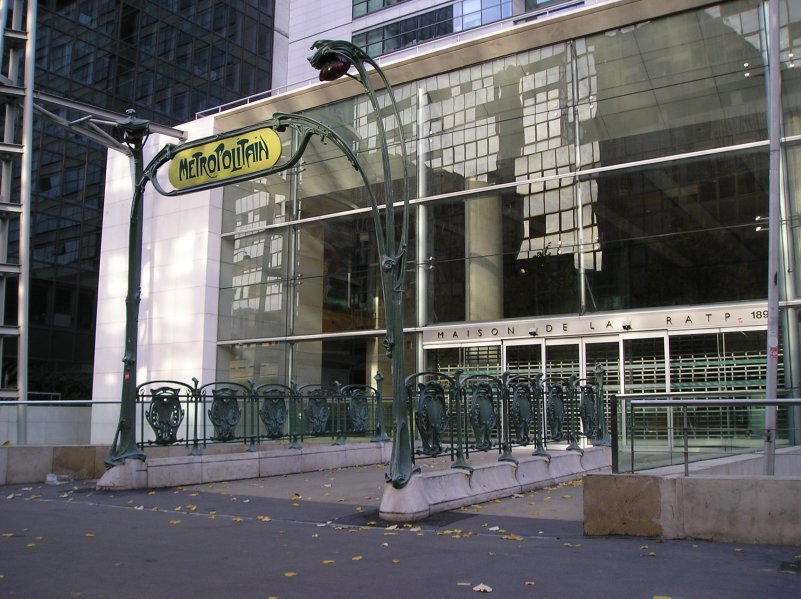
RATP 總部

2006年的總運量已達到 28 億 6 千萬人次，較2005年增加了 1.9%。

## RATP事業集團
法國的 SRU 法容許 RATP 以成立子公司的方式經營全國規模的大眾運輸事業。RATP France 於2001年成立，並參與了 Mulhouse、Clermont-Ferrand、Annemasse、Chelles、Saint-Quentin-en-Yvelines 等法國城市的大眾運輸建設。一年後 RATP France 更名為 RATP Développement，以謀開拓國際市場。
在法國之外，RATP Développement 曾協助雅典經營區域快速鐵路（計 3 條路線，總長度 260 公里）。RATP Développement 是義大利鐵路公司（La Ferroviaria Italiana，簡稱 LFI）的股東之一，在托斯卡納經營鐵公路交通網。RATP Développement 還在達爾貝達經營部分的公車路網。
此外，RATP Développement 也將事業擴展至維護與諮詢（管理、市場）領域。在工程領域，RATP 創立了 Xelis 公司。
RATP 在2006年的收入達 37 億歐元，上升 5.4 %；純收入 4千3百萬歐元，下降 22.8 %，主因是能源消耗。

## 歷任總經理
- 克里斯蒂安‧布朗 ( Christian Blanc ) : 1989-1992
- 弗朗西斯‧洛伦茨 ( Francis Lorentz ) : 1992-1994
- 让-保羅‧巴伊 ( Jean-Paul Bailly ) : 1994-2002
- 安妮-玛丽‧伊德拉克 ( Anne-Marie Idrac ) : 2002-2006
- 皮埃尔‧蒙然 ( Pierre Mongin ) : 2006年7月2日起

## RATP的政策

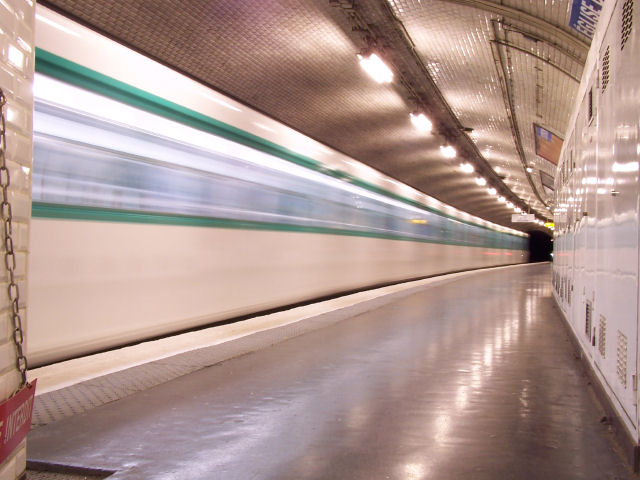
Église d'Auteuil 車站

在 1980 年代，人們估計有三分之一的巴黎人在坐地鐵時逃票。RATP 從 1990 年代起開始決心收復失土，並讓路網得以贏利，其政策包括：查票員數量加倍、創設警衛團隊 GIPR（ —
路網保護與介入團隊），隨後是 GPSR（Groupe de Protection et de Sécurité des Réseaux) — 路網保護與安全團隊）與 CSA（ — 管制、安全、協助）。
許多使用者組織抗議這些措施。在1995年，TRAUM（ — 地鐵使用者反抗論壇，也是 （地鐵）的倒置發音）指出 GIPR 目的在驅逐車站中的無家可歸者。TRAUM 還揭露幾起 RATP 警衛毆打無家可歸者的案例。另一個組織 （付費交通廢止網，簡稱 RATP）於 2001年 成立，旨在推動大眾運輸工具免費化，也揭發 RATP 警衛對逃票者的暴力行為。這些警衛人員常被指控濫權與暴力。
自2003年起，地鐵廣告的爭議浮上檯面。這些「反廣告者」組織了許多行動對付地鐵裡的廣告板，方式包括撕毀或以塗鴉覆蓋。
RATP 同全國民間保護聯盟（Fédération nationale de protection civile、簡稱 FNPC）合作創立了一種急救文憑：道路急救補習教育證書（簡稱 AFCPSSR）。FNPC 也下轄一個 RATP 急救員協會。

## 外部連結
- 官方网站
- 巴黎大眾運輸公司的Facebook專頁
- 巴黎大眾運輸公司的X（前Twitter）
- 巴黎大眾運輸公司的Instagram帳戶
- YouTube上的巴黎大眾運輸公司頻道
- RATP 的路網延伸計畫 （页面存档备份，存于）
- Métro-pole 巴黎週邊的大眾運輸網站
- Carto.Metro （页面存档备份，存于） 詳細的地鐵地圖（含軌道、機廠等等）